# آمازون اکو
آمازون اکو (که به هنگام توسعه به عنوان داپلر یا پروژه D شناخته می‌شد و به به اختصار اکو نامیده می‌شود) یک بلندگوی هوشمند است که توسط شرکت آمازون طراحی و توسعه داده شده‌است. این دستگاه متشکل از یک بلندگوی سیلندری 9.25 اینچی (23.5 سانتی‌متر) با هفت قطعه آرایهٔ میکروفن است. این دستگاه به نام «الکسا» پاسخ می‌دهد. این «کلمهٔ بیدارباش» می‌تواند توسط کاربر به «آمازون» یا «اکو» تغییر کند.
این دستگاه دارای قابلیت‌های تعامل صوتی، پخش موسیقی، ساخت لیست‌های انجامِ کار، تنظیم آلارم، پخش پادکست، پخش کتاب‌های صوتی و اعلام وضعیت آب و هوا، ترافیک و دیگر اطلاعات به هنگام است. همچنین می‌تواند کنترل چندین دستگاه هوشمند را به دست بگیرد تا خود را تبدیل به یک هاب اتوماسیون خانگی کند.